# 院長爸爸
《院長爸爸》（英文：Father Dean），是大愛電視台「大愛真實人生劇場系列」，2025年5月12日在大愛電視台於20:00首播。
LINE TV於2025年5月24日起全集上架。

## 演員列表
- 戴立忍-趙有誠[2][3]
- 莫允雯-李菁薇
- 范宸菲-林資菁
- 張書豪-蘇文麟[4]
- 蘇達-黃國烽
- 高英軒-盧純德
- 方文琳-喬麗華
- 張捷-許博智
- 高伊玲-張雁寒
- 邱凱偉-徐榮源
- 施名帥-諶大中
- 鄭有傑-黃玄禮
- 潘親御-黃宇晨

## 電視劇歌曲
- 片頭曲 - 生命線：畢書盡
- 片尾曲 - 癒合：柏霖PoLin

## 外部連結
- 院長爸爸 官方網站
- 大愛劇場的Facebook專頁
- 大愛劇場搶先看的Facebook專頁